# Försvarets läroverk
Försvarets läroverk (FL), senare Försvarets gymnasieskola (FGS), var ett försvarsmaktsgemensamt skolförband inom Försvarsmakten som verkade i olika former åren 1943–1982. Skolan var förlagd i Uppsala garnison i Uppsala.

## Historik
Försvarets läroverk grundades på 1943 i Uppsala, för att ge fler möjlighet att utbilda sig till ett yrke inom dåvarande Krigsmakten. Krigsmaktens utbildningslinjer, till exempel officer eller underofficer, krävde en viss utbildningsnivå. För att säkerställa att utbildningsnivån på officersaspiranterna var likvärdig startades en skola. Den 1 juli 1943 bröts den kompletterande utbildning i allmänna ämnen ur från Arméns underofficerskola (AUS), för att samlas inom den nybildade skolan Försvarets läroverk (FL). Skolbyggnaden som uppfördes intill den för Arméns underofficerskola stod klar hösten 1944. År 1946 överfördes delar flygvapnets utbildning till Flygvapnet, vilken från 1960 förlades till Herrevadsklosterskolan ingående i Krigsflygskolan (F 5). År 1956 överfördes den tekniska linjen till Karlskrona örlogsskolor (KÖS), där den kom att benämnas Marinens tekniska skola (MTS). Försvarets läroverk utbildade elever från samtliga försvarsgrenar, medan eleverna vid de övriga skolorna främst kommer från den egna försvarsgrenen.
I samband med skolreformen Lgy 70, kom Försvarets läroverk att byta namn den 1 september 1971 till Försvarets gymnasieskola (FGS). 
  År 1979 föreslog regeringen för riksdagen att den kompletterande gymnasieutbildning i allmänna ämnen vid Försvarets gymnasieskola, Arméns tekniska skola, Arméns radar- och luftvärnsmekanikerskola, Arméns stabs- och sambandsskola, Karlskrona örlogsskolor, instruktörsskolan vid Älvsborgs kustartilleriregemente, Krigsflygskolan och Flygvapnets Halmstadsskolor skulle upphöra helt med utgången av läsåret 1981/1982. Det med hänvisning att den kompletterande gymnasieutbildningen främst skulle anordnas genom kommunal vuxenutbildning. Den 28 maj 1982 genomfördes en ceremoni över avvecklingen. Och den 30 juni 1982 upplöstes och avvecklades Försvarets gymnasieskola.

## Verksamhet
En sökande som ville bli underofficer läste vid Försvarets läroverk in tvåårigt gymnasium (motsvarade tidigare realskolekompetens). Den som ville bli officer läste i tre år om eleven saknade realskolekompetens, annars två år. Skillnaden var bland annat att man vid den tvååriga linjen inte hade full studiekurs. Till exempel läste man bara två terminer historia och inget C-språk. Studentexamen gavs åren 1944–1968 (-74) och realexamen åren 1929–1971.
Motsvarande utbildning inom svenska marinen kallades Marinens tekniska skola (MTS) och från 1971 Marinens gymnasieskola (MGS). Även Kustartilleriet hade en egen utbildningsinstans, förlagd till Älvsborgs kustartilleriregemente (KA 4) i Göteborg.

## Förläggningar och övningsplatser
När skolan inrättades och bildades 1943 kom den till en början vara förlagd inom artillerikasernetablissement på Dag Hammarskjölds väg 10-18, där bland annat Arméns underofficersskola var förlagd och senare även Försvarets tolkskola. Den 19 september 1944 förlades skolan till ett nyuppförd byggnad på Dag Hammarskjölds väg 31. Efter att skolan upplöstes och avvecklades kom byggnad bland annat att övertas av den civila utbildningen i Uppsala.

## Skolchefer
Skolchefen titulerades rektor och var civilanställd.
- 1943–1960: Erik Terner
- 1960–1979: Åke Stille
- 1979–1982: Per Anestål [a]

## Namn, beteckning och förläggningsort
| Försvarets läroverk      | 1943-07-01 | – | 1971-08-31 |
| Försvarets gymnasieskola | 1971-09-01 | – | 1982-06-30 |

| FL  | 1943-07-01 | – | 1971-08-31 |
| FGS | 1971-09-01 | – | 1982-06-30 |

| Uppsala garnison (F) | 1943-07-01 | – | 1982-06-30 |

## Galleri

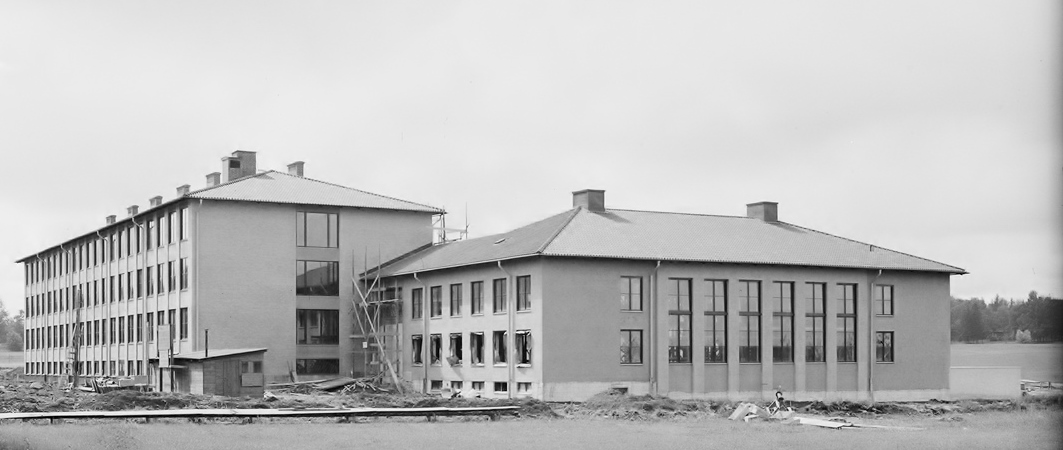
Försvarets läroverk, 1944.
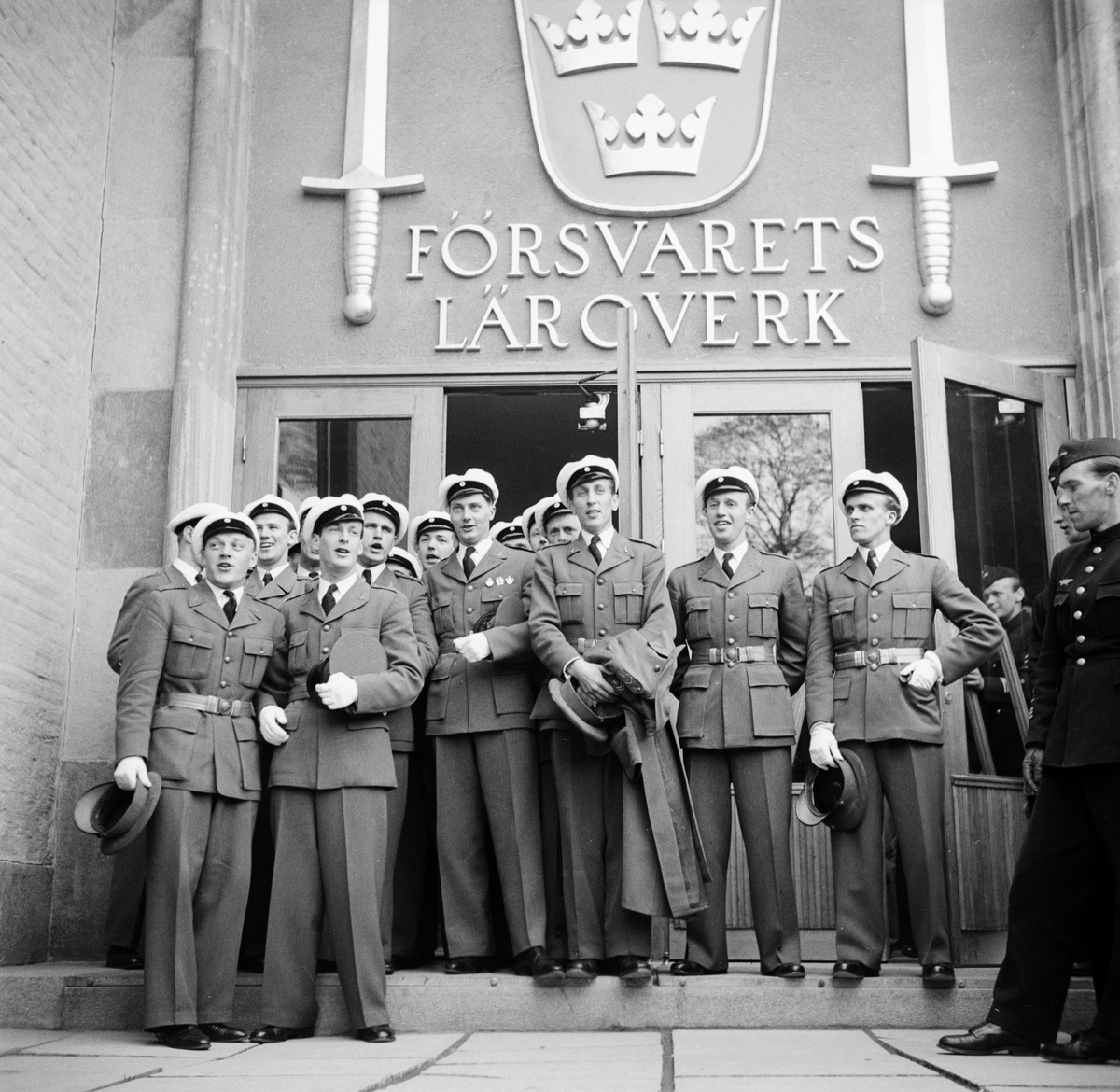
Försvarets läroverk, examen, Uppsala maj 1946
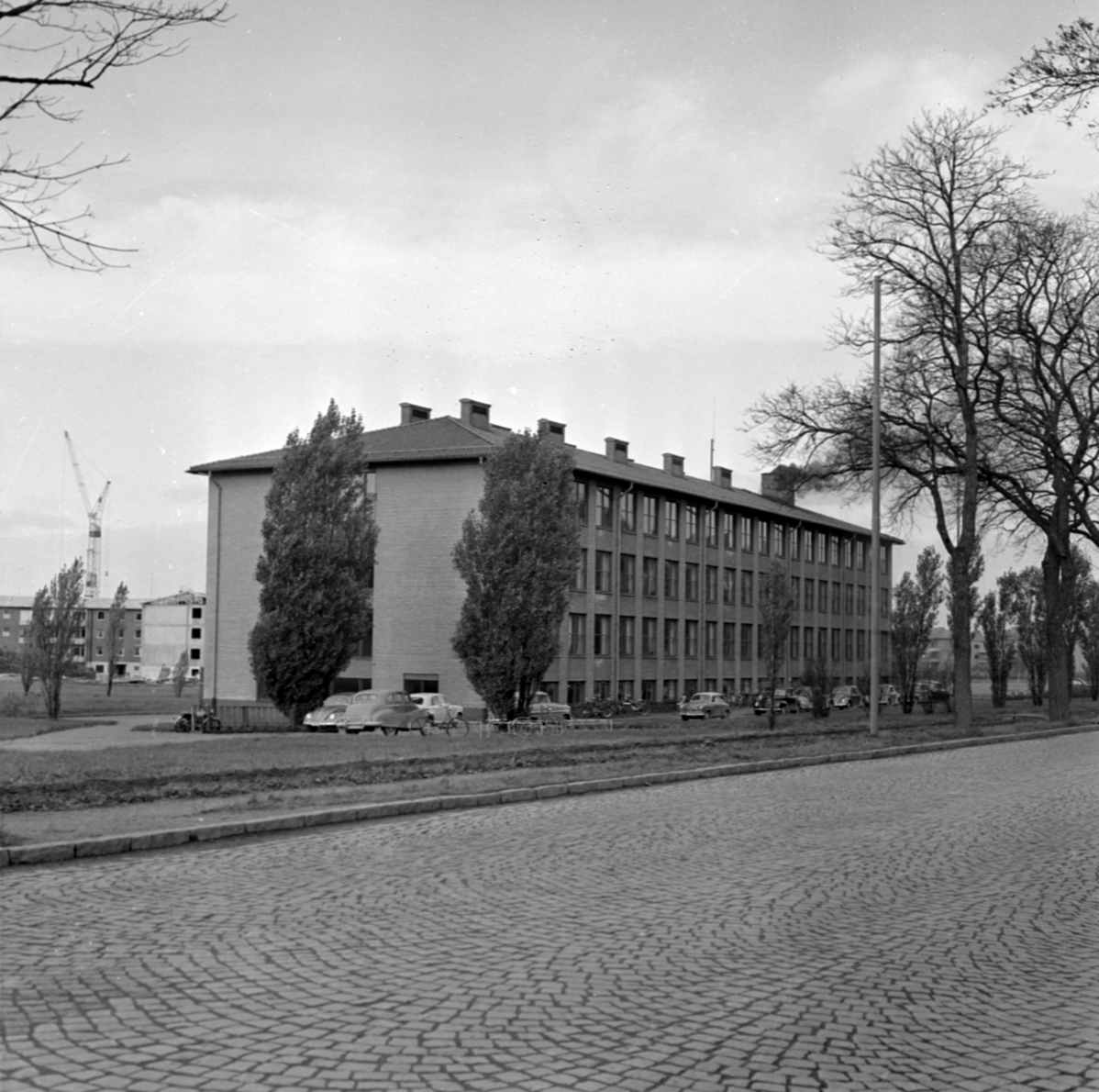
Försvarets läroverk, Uppsala januari 1958.
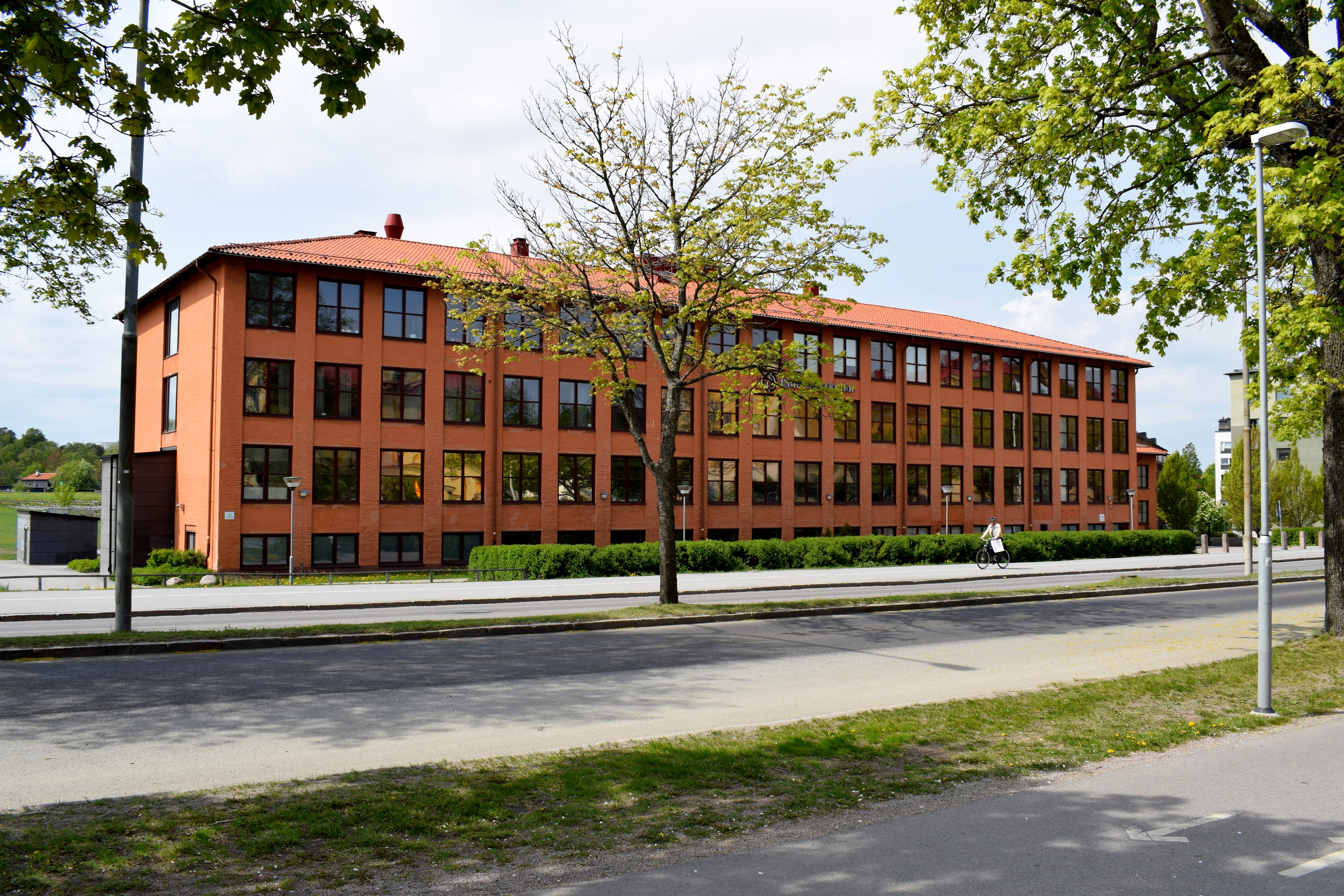
Före detta Försvarets läroverk i Uppsala 2019.
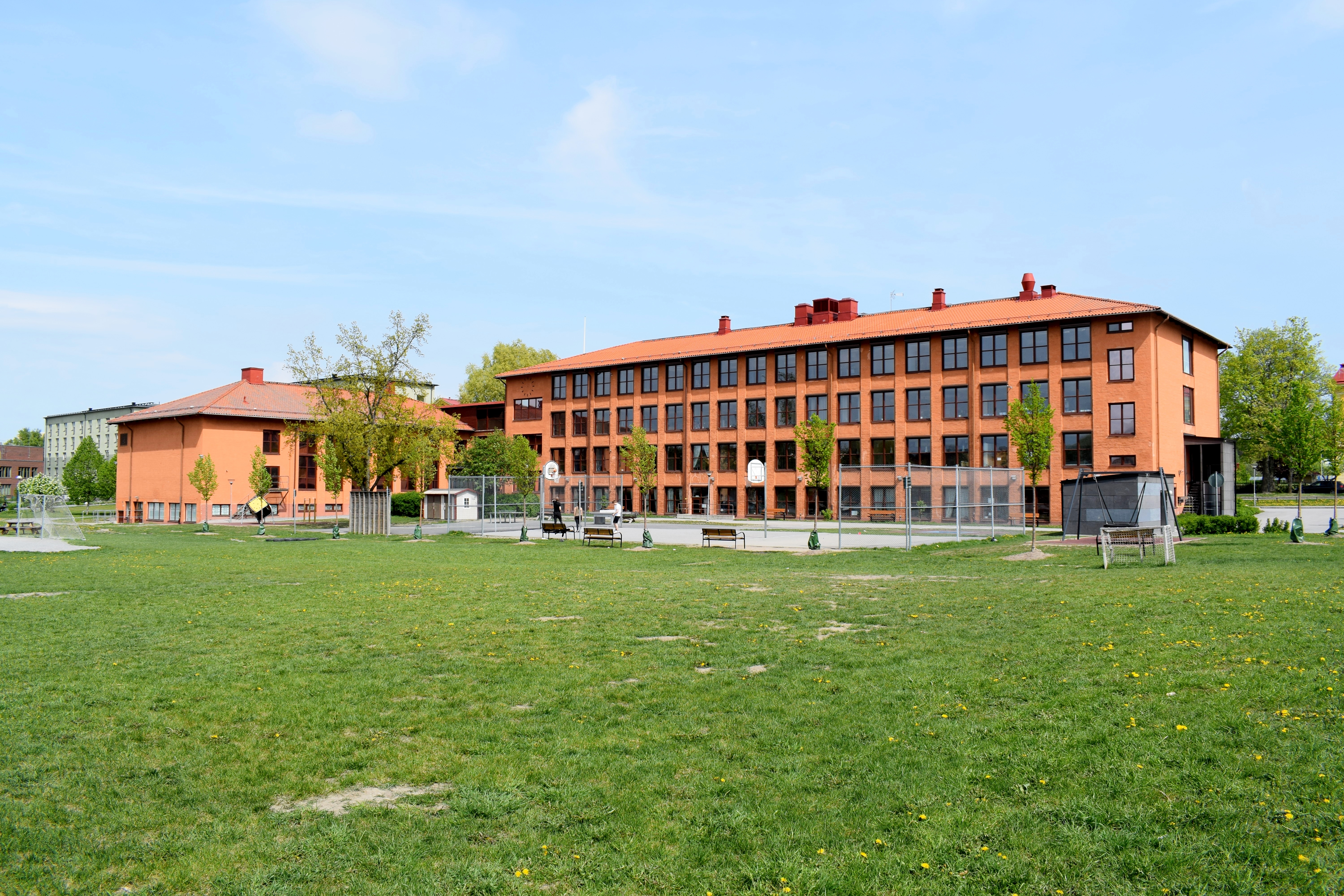
Före detta Försvarets läroverk i Uppsala 2019.
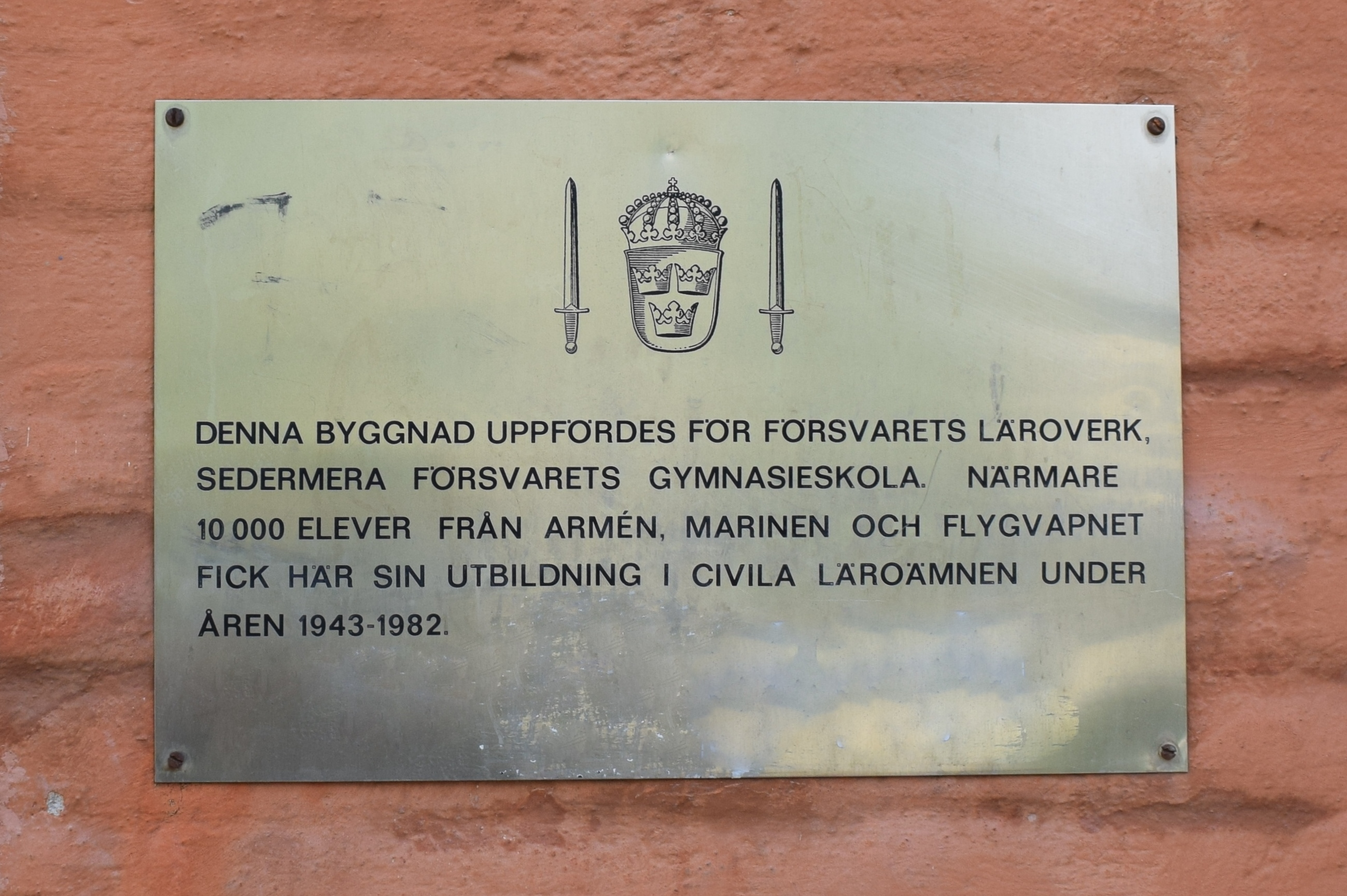
Minnesskylt över skolan.